# 圣加仑
聖加倫（德語：St. Gallen）位於瑞士東北部，是聖加倫州的首府，人口约7万8千人，海拔约700米。歐洲四家最頂尖的商學院之一、有歐洲的哈佛大學美譽的聖加倫大學就是位於聖加倫市。
聖加倫市始建於7世纪，鄰近瑞士最大城市蘇黎世，如今作為一個擁有16萬人口的都會區核心，已經成為瑞士東部的文化經濟中心。主要產業為服務業。
聖加倫市的主要旅遊景點是聖加倫修道院，於1983年入選聯合國教科文組織世界遺產名錄。其著名的圖書館中，最早的藏書可追溯到9世紀。

## 地理
圣加仑城市的主要部分位于两座平行山丘之间的山谷之中，北面是Rosenberg和Rotmonten，南面是Freudenberg。这座山谷标准上是西南-东北轴线，但也可以理解为偏向于东-西轴线。在城市东北，施泰纳赫河流向并注入康斯坦茨湖。市中心位于施泰纳赫河的上游，圣人加卢斯在这里建立了他的隐修地。城内可能找不到任何可见的地表水源，主要是通过地下运河进行输送。当地休闲运动的主要场所是Freudenberg，能见度好的天气下面，可以从那里看到康斯坦茨湖、图尔高州直至德国南部地区。
除了市民定居区以外，城市也包括了很多丘陵地形，导致一定程度上的出行不便。圣加仑有时候被称为“千梯（Tausend Treppen）之城”，因为需要很多梯子通往Rosenberg和Freudenberg。这座城市也被称为“绿环之城”（Die Stadt im Grünen Ring），因为城市前部的山丘之上拥有大片森林作为休闲区域。全市最高海拔为1074米，最低海拔为496米，标准海拔（火车站）669米。
圣加仑的土地中有三分之一用于农业。

## 行政区划

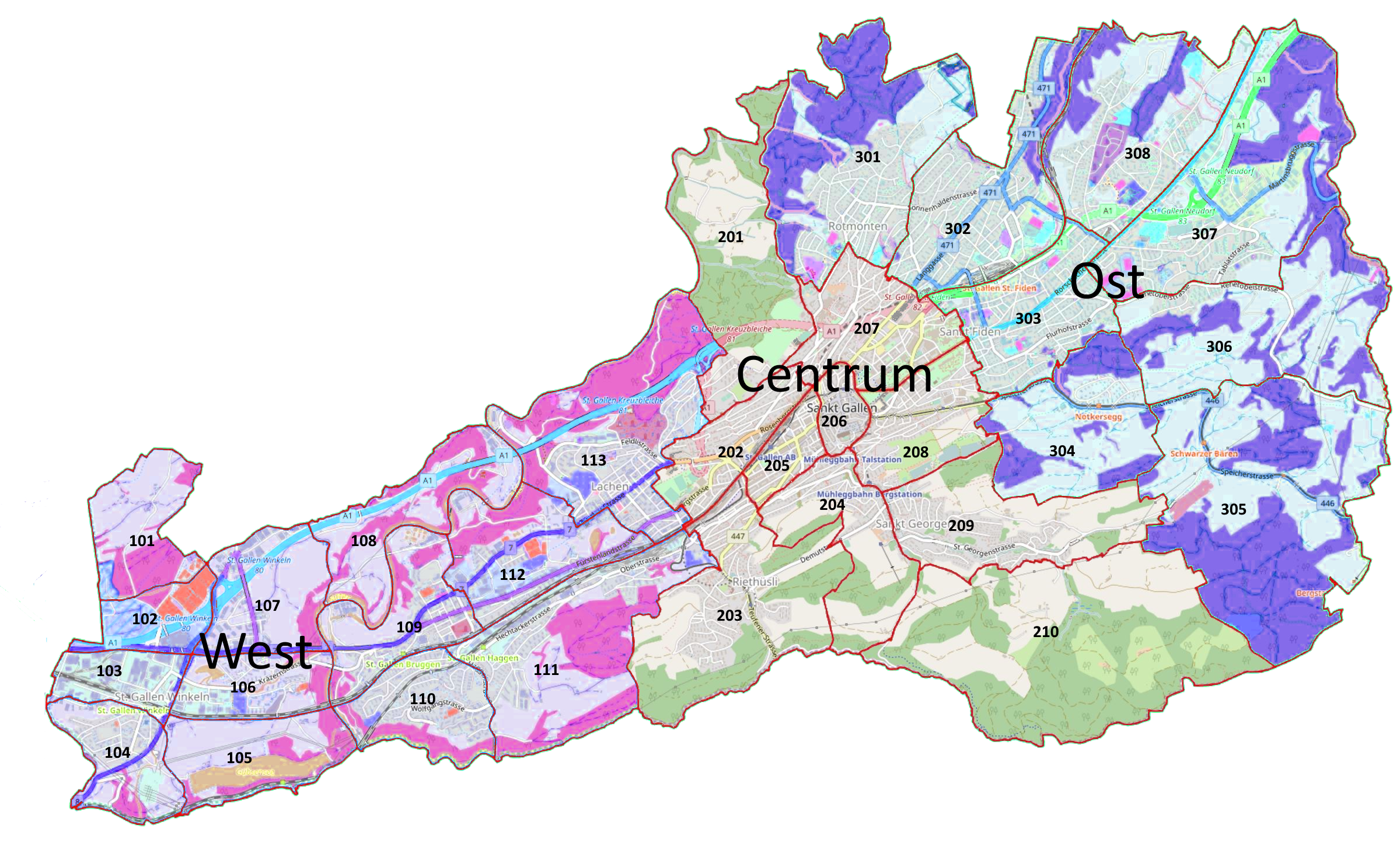
圣加仑市行政分区

圣加仑市可以分为三个区（德语：Kreis），分别是西区（Kreis West）、中区（Kreis Centrum）和东区（Kreis Ost），这种划分方法可以追溯到1918年的城市合并。在区下面再细分为社区组（Quartiergruppe），三个区一共设有14个社区组（序号从3203011的Winkeln到3203035的Neudorf），在社区组下面再细分为最小的统计社区（Statistische Quartiere）。

## 历史

### 早期历史
圣加仑城市创立的传说可以追溯到612年，也就是爱尔兰传教士加卢斯在施泰纳赫河边建立了隐修院。719年，在圣奥特玛领导下，圣加仑修道院正式建立。修道院在9世纪逐步开始繁荣，成为朝圣地和贸易中心，建立了一系列基础配套设施，也是阿尔卑斯山以北最早的修道院学校之一。到了10世纪，修道院附近建立了一些定居点。926年，马扎尔人入侵此地，被梵蒂冈封圣的圣维博拉达预见了袭击的发生，并警告其他僧侣和百姓逃离，结果自己则被袭击者杀死。937年，圣加仑修道院遭遇大火，不过图书馆幸免于难。954年左右，修道院周围开始建立防卫墙。975年，诺特克（Notker）院长完成了城墙的建造，附近的定居点转变为圣加仑镇。
12世纪开始，圣加仑市镇开始越来越多独立于修道院的政策，诸如1180年，镇上就任了不向院长负责的长官。1207年，德意志国王士瓦本的菲利普授予修道院院长乌尔里希·冯·萨克斯（Ulrich von Sax）帝国亲王的爵位（Reichsfürst），因此圣加仑成为了瑞士东北部一个重要的领土型国家。
1291年，伴随着市民的呼声，修道院院长威廉·冯·蒙福特（Wilhelm von Montfort）确认授予公民特殊的不受修道院管辖的特权。1353年，以织布工行会为首的行会联盟接管了市政大权。1415年，圣加仑从国王西吉斯蒙德手中购买了完全的自治权。

### 入侵圣加仑
1405年，隶属于修道院的阿彭策尔庄园发动叛乱，并在1411年摆脱了院长的控制并成为瑞士邦联的盟友。几个月后，圣加仑市也成为了瑞士邦联的盟友。1454年，圣加仑市作为邦联的正式成员加入“永恒联盟”，1457年，圣加仑彻底摆脱了修道院的控制。与此同时，圣加仑修道院也有自己的策略，院长选择与苏黎世、卢塞恩、施维茨和格拉鲁斯结为结盟，他们同样都是瑞士邦联的成员。
乌尔里希·瓦恩比勒（Ulrich Varnbüler）是圣加仑早期的著名市长，大概从1460年开始进入当地的公共事务，他率领圣加仑部队加入到勃艮第战争中，并且战功显著。1480年，乌尔里希正式被任命为圣加仑市长。但是乌尔里希跟新就任的修道院院长乌尔里希·罗什（Ulrich Rösch）之间的关系非常险恶，罗什希望重振修道院的声望，并向皇帝和教皇求助希望将修道院搬迁到康斯坦茨湖畔的罗尔沙赫，此举遭到了圣加仑市民的普遍反对。乌尔里希自然也在其中，他向修道院和四个邦联盟友提出严重抗议，并且放任圣加仑和阿彭策尔的武装力量袭击了正在建造中的罗尔沙赫修道院，罗什对此相当不满，并且要求邦联出面让圣加仑提供全额赔偿。乌尔里希保持强硬态度，并且要求从维尔到罗尔沙赫的神职人员断绝与修道院的联系，并且亲自发表反对修道院的言论。
乌尔里希认为修道院的四个瑞士盟友跟施瓦本同盟之间关系紧张，应该不会出兵干预，但他判断出错，这四个州决定协助修道院并入侵圣加仑。阿彭策尔不战而降，圣加仑试图战斗，但在实力悬殊的情况下选择议和并向修道院缴纳巨额的赔偿金。乌尔里希威信扫地，面对敌人的威胁，他只能选择逃离圣加仑寻求政治避难。他最后选择逃入马克西米利安一世的皇宫，而他在圣加仑市外的所有财产全部被没收，乌尔里希最终在1496年去世。他的儿子汉斯提出诉讼希望归还财产，经过漫长的审理之后，最终这些财产重归瓦恩比勒家族。另外这场诉讼也导致瑞士邦联获得了圣加仑的主导权，并且消除了帝国的影响力。汉斯后来成为了林道的市长。

### 宗教改革
1526年，当地的市长、学者约阿希姆·瓦迪安（Joachim Vadian）开启了宗教改革。城市转信新教，但教会仍归罗马天主教管辖。破坏圣像运动期间，许多僧侣被迫逃离城市，一些教堂的图绘也被移除，但修道院整体未受影响。直到1803年，修道院仍然是这座新教城市的天主教据点。

### 近代

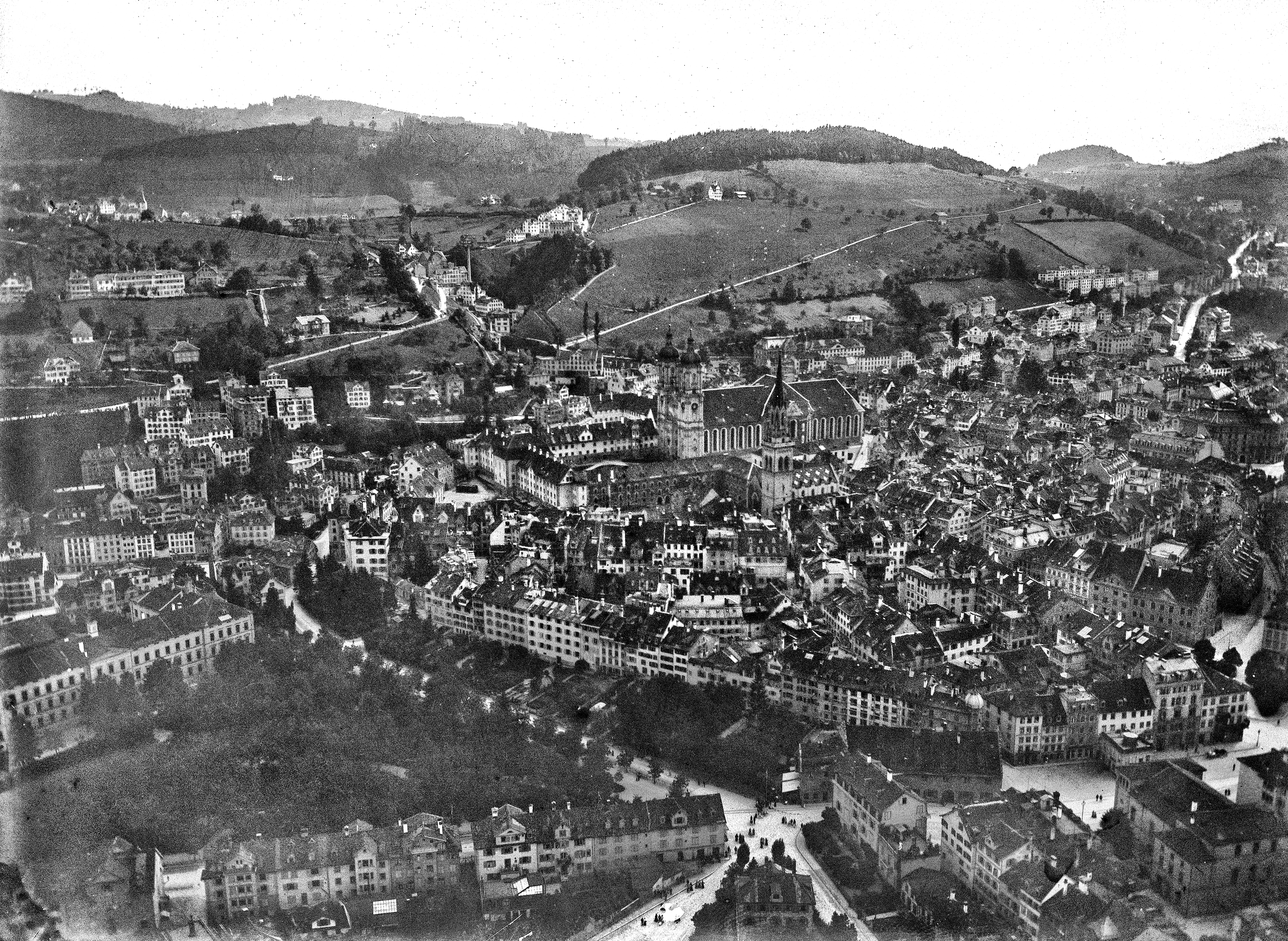
1900年圣加仑的老照片

1798年，拿破仑率领法军入侵瑞士邦联，导致旧邦联体系崩溃，拿破仑建立了中央集权制的赫尔维蒂共和国，导致修道院和圣加仑城市都失去了自治权。通过与阿彭策尔的合并，建立了森蒂斯州。不过新制度一直在瑞士遭到抵触，最终在1803年崩溃。根据新的调解法案，建立了新的圣加仑州，圣加仑成为州府。
圣加仑州建立之后，立刻开始压制圣加仑修道院的权力。修道士被赶了出去，最后一任院长也被驱逐到穆里并在那里去世。1846年，进行了教区重组，圣加仑成为一个独立的教区，圣加仑修道院教堂作为教区的主教堂。
瑞典国王古斯塔夫四世·阿道夫在被废黜之后流亡到圣加仑，并在这里度过了他的最后岁月。

### 纺织工业
在宗教改革期间，瑞士东部的纺织业得到了较快的发展，圣加仑也紧握这一良机开发了第一台绣花机。不过在1810年，纺织业发生了严重的危机，并且导致了饥荒，超过2000人饿死。1910年，刺绣成为瑞士最大的出口项目（占出口总额的18%），全球一半以上的刺绣产品出自圣加仑。包括圣加仑在内的瑞士东部有五分之一的人从事纺织工业。1922年之后再次爆发世界性的经济危机，引以为傲的圣加仑刺绣遭遇毁灭性的打击，有13000多人被迫移居国外。直到第二次世界大战结束后的50年代，纺织业才重新开始恢复。即便现在大部分地方都已经启用电脑绣花机，但圣加仑的刺绣产品仍然受到了巴黎高级时装设计师的喜爱。

## 人口
截止2020年年底，圣加仑市人口为76213人，其中大约有31.4%为外籍居民，人口增长率大约为每年4.4%。外籍居民主要来自于德国、塞尔维亚、黑山、意大利等国家。算上临近市镇戈绍和黑里绍的圣加仑都会区大约有165000人口。

### 语言
官方语言是德语，根据2014年瑞士联邦人口普查数据，日常生活中使用最多的就是圣加仑德语（瑞士德语的一种方言），85.0%人使用。其次是阿尔巴尼亚语（5.0%），英语（4.5%）和意大利语（4.0%）。

### 宗教
自从瓦迪安开启宗教改革以来，圣加仑市皈依于新教，但是圣加仑修道院和周边地区仍然是天主教的地盘。1950年，新教和天主教的比例几乎就是五五开。之后信仰新教的人士数量下降比较明显，2012年的时候只有21.9%，相比之下天主教信仰下降幅度不大，2012年有38.4%。同时，无宗教人口比例在2012年上升到了21.0%。2012年，还有8.1%的人信仰其他基督教派，8.0%的人信仰伊斯兰教。进入新世纪，伴随着亚述移民的出现，叙利亚基督教也在圣加仑生根发芽，亚述人一般信仰叙利亚东方正统教会。2017年，圣加仑荣获欧洲新教联合会颁发的“宗教改革之城”称号，名列瑞士十个城市之一。

## 政治

### 市议会
圣加仑的立法机构是市议会（Stadtparlament），一共有63名成员，每四年由城市居民直选产生。市议会一般每个月都会在集市广场附近的Waaghaus举行公开会议。目前（2021-2024）的议席分配中，瑞士社会民主党为第一大党（18席），其次为自民党.自由党（11席）。

### 市理事会
圣加仑的行政机构是市理事会（Stadtrat），一共有5名成员，同样每四年通过直选产生。这五人每人都会负责一个部门。市长虽然也是市理事会的一员，但是通过单独的市长选举产生。目前圣加仑的市长是社会民主党人玛利亚·帕帕（Maria Pappa）。

### 选举结果
2019年瑞士联邦选举中，圣加仑市的统计数据表明，社会民主党获得最高的支持率（24.4%），其次是瑞士绿党（17.4%），第三位是瑞士人民党（16.5%）。

## 经济
圣加仑被认为是瑞士东部的经济和金融中心（仅次于苏黎世），包括瑞士保险（Helvetia Insurance）和圣加仑社会保险机构（Sozialversicherungsanstalt St. Gallen）都坐落于此。金融机构还包括莱菲森银行（Raiffeisen）、诺滕施坦因私人银行（Notenstein La Roche Privatbank）、圣加仑州立银行（St.Galler Kantonalbank）、阿克雷维斯银行（Acrevis Bank）、瓦迪安银行（Vadian Bank）等。这些企业都会招聘圣加仑大学的毕业生，因为这所大学是欧洲著名的商学院之一，吸引了瑞士国内外的学生和讲师。
2008年统计数据，圣加仑注册企业有4789家，雇佣全程员工53729人，几乎一半的人都是就职于人数超过50人的大中型公司。圣加仑85%的企业都是从事服务业（第三产业），主要是商业和IT技术。
传统上圣加仑的刺绣纺织业也是非常重要的一项产业，但是从第一次世界大战结束以来，影响力逐渐式微，但仍然是当地非常重要的出口产品。
圣加仑的旅游业同样非常重要，作为世界遗产的圣加仑修道院参观者络绎不绝。2011年数据，圣加仑当地的酒店共接待了将近17万名住宿游客，其中国内外游客数量几乎持平。
圣加仑市内拥有1209公顷的农业用地，几乎占到了全市面积的三分之一。

## 交通
1856年3月，圣加仑-阿彭策尔铁路正式开通，标志着圣加仑正式纳入瑞士的铁路网络，不久之后，这条线路扩展到罗尔沙赫，形成了至今仍在运营的罗尔沙赫-圣加仑铁路。圣加仑火车站由建筑师亚历山大·冯·森格尔(Alexander von Senger)建造，这个火车站十分重要，将瑞士东部地区与其他地区连接起来。圣加仑经过苏黎世可以通往日内瓦。通过圣加仑-罗尔沙赫--库尔铁路连接莱茵河谷和格劳宾登州。圣加仑是圣加仑城市快铁（S-Bahn St. Gallen）的枢纽站。
除了圣加仑火车站以外，圣加仑当地还有三个小型的火车站，圣菲登火车站、布鲁根火车站和温克尔恩火车站。
圣加仑无轨电车主要在市内运行，由圣加仑市交通局（VBSG）统筹运营。米莱格铁路（Mühleggbahn）将城市与圣乔治区连接起来。
从圣加仑搭乘火车或者汽车只需要一个小时就可以抵达瑞士交通的枢纽——苏黎世机场。圣加仑当地也有一个小型机场阿尔滕莱茵机场，大约需要20分钟车程，搭乘公共交通工具大约需要30分钟，这个机场主要提供飞往维也纳的航班。

## 文化

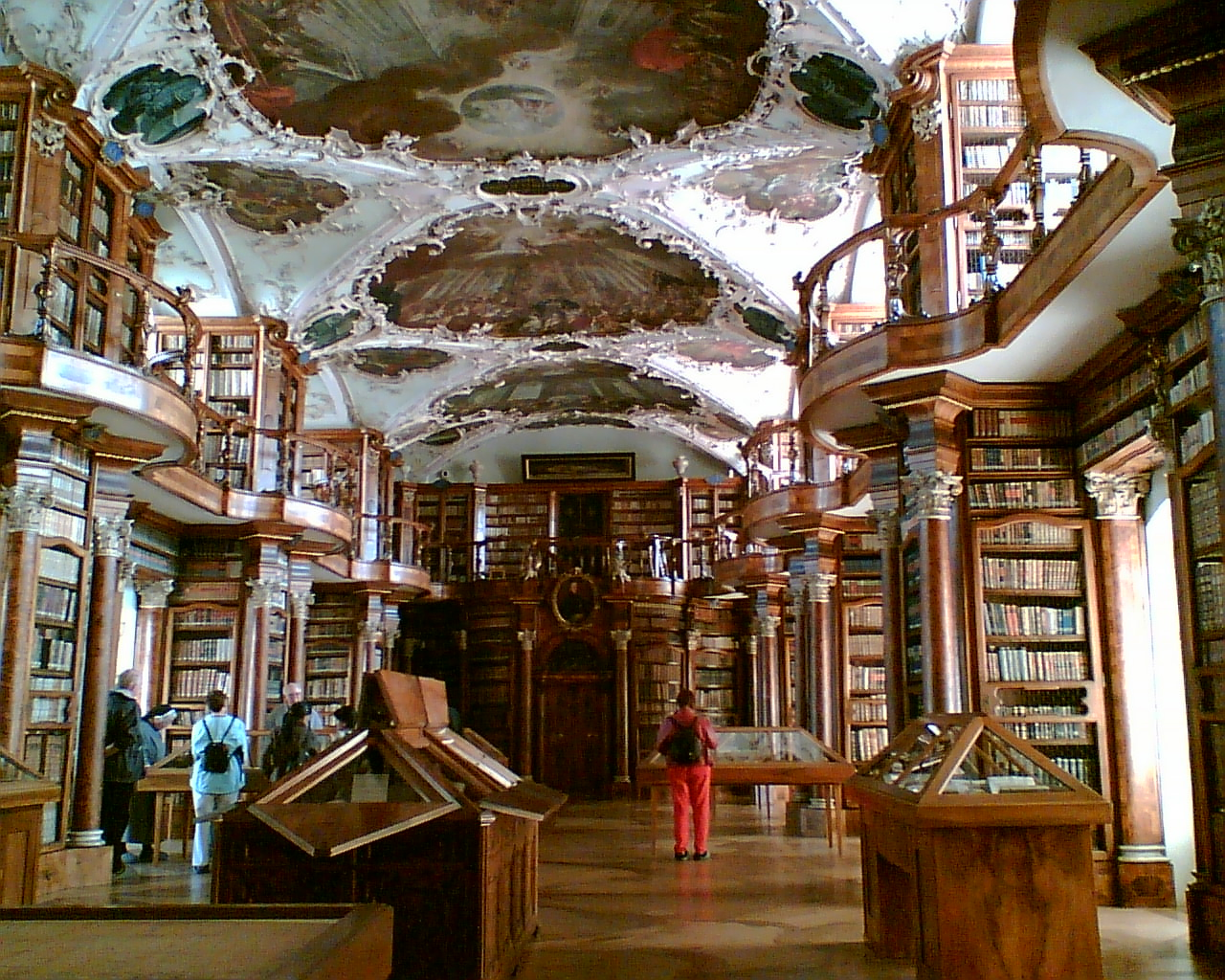
圣加仑图书馆

在圣加卢斯去世多年之后，这个地方成为了日耳曼文化的中心之一。继承加卢斯意志的修道院修士们创造了许多著名的建筑遗产，入选了瑞士国家和区域重要文化财产名录。1992年，圣加仑因为在现在和未来的建筑中努力创造出一种统一的结构和外观而被瑞士遗产协会授予瓦克奖。
大多数游客来到圣加仑就是为了参观18世纪建造的圣加仑主教座堂，其中也包括了著名的修道院图书馆和其中的古老手稿。其中还收藏了一个埃及出土的名为Schepenese的木乃伊。
在老城区可以看到很多华丽的凸窗，见证了18-19世纪圣加仑纺织商人在世界各地的足迹，同时也昭示了圣加仑在刺绣和帆布行业中的国际地位。在修道院南侧，可以乘坐米莱格铁路（Mühleggbahn）抵达Drei Weieren的休闲区。如果天气条件良好，从那里可以眺望这座城市、康斯坦茨湖和德国南部区域。休闲区内的池塘作为公共游泳池使用。
从市中心往东前进可以找到圣加仑城市公园和周边的文化中心，可以看到圣加仑剧院上演众多著名的歌剧作品，旁边是圣加仑音乐厅，圣加仑交响乐团和其他客座乐团在这里进行演出。圣加仑的三个博物馆，分别是历史和民族学博物馆，展示了圣加仑城市和地区的艺术和文化。其次是圣加仑艺术博物馆。然后是圣加仑自然科学博物馆，其中展示了各种自然科学内容，从恐龙化石到激光技术。
圣加仑当地拥有许多的文化活动，群众参与度也很高。想了解更多信息的话，可以找当地的文化杂志Saiten。

### 体育
圣加仑最具影响力的运动是足球。其中圣加仑足球俱乐部（FC St. Gallen 1879）成立于1879年，是瑞士国内乃至欧洲大陆成立最早的足球俱乐部，目前参与瑞士最高级别的赛事瑞士超级联赛。另外一只球队圣加仑SC布里尔俱乐部（SC Brühl St. Gallen）则参加瑞士晋级联赛（第三级别）。之前圣加仑还有另外一只足球俱乐部圣加仑蓝星（Blue Stars St. Gallen），但是已经在20世纪90年代解散。
当地另外一项重要运动是手球。TSV圣加仑圣奥特玛队参加瑞士最高级别的手球联赛——国家甲级联赛，从1964年以来已经获得过7次全国联赛冠军。LC布里尔（LC Brühl Handball）则是当地的女子手球俱乐部，同样参加女子国家甲级联赛，一共获得过26次联赛冠军和5次杯赛冠军，是瑞士最成功的女子手球俱乐部。
除了足球和手球以外，圣加仑当地还有羽毛球、乒乓球、排球、美式足球、冰球、橄榄球、冰壶、篮球、体操、田径乃至攀岩和登山俱乐部。

## 当地出身的名人
- 约阿希姆·瓦迪安（Joachim Vadian）——人文主义者，宗教改革推动者
- 阿德里安·秦格（Adrian Zingg）——画家、绘图员、雕刻家
- 加尔·莫雷尔（Gall Morel）——诗人、学者、教育家
- 卡尔·霍夫曼（英语：Karl Hoffmann (Swiss politician)）（Karl Hoffmann）——政治家，瑞士联邦院前主席（1877年，1889年）
- 尤里乌斯·比雷特（Julius Billeter）——系谱学家
- 马尔塔·昆茨（Martha Cunz）——版画家
- 保罗·格吕宁格（Paul Grüninger）——瑞士警长，国际义人，用倒签的方法大约拯救了3600名犹太人
- 尼克劳斯·迈恩贝格（Niklaus Meienberg）——作家和调查记者
- 汉斯·费斯勒（Hans Fässler）——历史学家、讽刺戏剧作家和社会民主党人
- 奥蕾莉亚·弗里克（Aurelia Frick）——列支敦士登政治家，前外交、教育和文化部长
- 琳达·费（Linda Fäh）——2009年瑞士小姐（英语：Miss Switzerland）

## 友好城市
- 捷克利贝雷茨